# مثلث (فلم 2009)
مثلث (بالإنجليزية: Triangle) هو فيلم إثارة ورعب نفسي بريطاني-أسترالي، تم إنتاجه عام 2009، من تأليف وإخراج كريستوفر سميث وبطولة ميليسا جورج ومايكل دورمان. تم إصدار الفيلم في المملكة المتحدة في 16 أكتوبر 2009. يصور الفيلم أم عازبة تذهب في رحلة ركوب زوارق مع أصدقائها. وتأتي لهم أمواج عاتية، يضطرون منها إلى التخلي عن سفينتهم، ويركبون سفينة محيطات كبيرة مهجورة وعند ركوب السفينة تبدأ مطاردات غريبة فيها.

## القصة
تستعد جيس (ميليسا جورج) لأخذ ابنها تومي المصاب بالتوحد في رحلة على متن قارب مع صديقها غريغ. وصلت إلى ميناء فلوريدا في وقت متأخر دون تومي، موضحة أنه في المدرسة، ويقود غريغ الزورق. تتقابل مع أصدقاء غريغ المتزوجين سالي وداوني، وأصدقاء هيلي سالي وفيكتور. عندما يمضي الزورق في البحر، تقترب ريح وتحصل عاصفة، تقصف العاصفة القارب، تغرق هيذر في الماء، بينما يتسلق الآخرون على القارب المنقلب عندما تهدأ العاصفة.
فيحتمون بسفينة كبيرة من عابرات المحيطات، وعند صعودهم على متن السفينة يتجولون فيها، فيتم ظهور شخص بعيد عنهم، فيلاحقوه، وتنقلب رحلتهم لوجود هذا الشخص معهم على السفينة، فيتعقبهم الواحد تلو الآخر ويبغى القضاء عليهم.
لكن تحدث الأحداث على شكل دائرة حيث عند انتهاء اليوم، يبدأ اليوم نفسه من جديد، ليتم كشف المزيد من الغموض والأسرار.
قصة الفيلم تحتوي على نظرة فلسفية نفسية أكثر من كونه فيلم رعب.

## طاقم العمل
جميع الممثلون أستراليون ونيوزيلنديون استخدموا اللهجة الأمريكية، بينما تم تصوير الفيلم في فلوريدا.
- ميليسا جورج بدور دور جيس
- مايكل دورمان بدور دور جريج
- راشيل كارباني بدور دور سالي
- هنري نيكسون بدور داوني
- إيما لونغ بدور هيذر
- ليام هيمسورث بدور فيكتور
- جوشوا مكيفور بدور تومي

## الإنتاج
الفيلم هو إنتاج مشترك بريطاني-أسترالي، كتبه وأخرجه كريستوفر سميث. منح مجلس الأفلام البريطاني 1.6 مليون جنيه استرليني (2.8 مليون دولار) من المال العام من صندوق اليانصيب الوطني نحو تطوير وإنتاج وتوزيع الفيلم. استلهم سميث فكرة الفيلم من فيلم ميت الليل (بالإنجليزية: Dead of Night) وتذكار (بالإنجليزية: Memento). أراد سميث أن يصنع فيلماً دائرياً يستكشف فيه «ديجافو»، تجنب سميث استخدام نفس العناصر المستخدمة في فيلم سلم يعقوب (1990). تم تصوير الفيلم على مجموعات وفي موقع في كوينزلاند، بأستراليا. يستند الفيلم جزئياً على قصة سيزيف، وهي شخصية في الميثولوجيا اليونانية.

## الإصدار
عرض الفيلم لأول مرة في المملكة المتحدة في مهرجان فرايت فيست للسينما في لندن في 27 أغسطس 2009، وتم إصداره في 16 أكتوبر 2009 في المملكة المتحدة؛ 30 ديسمبر 2009 في بلجيكا؛ 21 يناير 2010 في هولندا.
حقق المثلث 894,985 دولارًا أمريكيًا في المملكة المتحدة الأصلية ومجموع 1,303,598 دولارًا في جميع أنحاء العالم. لم يحصل على إصدار مسرحي في الولايات المتحدة.

### وسائل الإعلام الرئيسية
قامت شركة أيكون برودكشن بتوزيع المثلث على شكل دي في دي وبلوراي في المملكة المتحدة، مع تاريخ إصدار 1 مارس 2010، في حين قامت شركة فيرست لوك ستوديوز بتوزيع العنوان على قرص دي في دي وبلوراي مع تاريخ إصدار 2 فبراير 2010.

## الاستقبال
ذكر روتن توميتوز أن الفيلم تلقى تعليقات إيجابية من 80٪ من 40 ناقد شملهم الاستطلاع. وكان متوسط التقييم 6.5 من أصل 10.
أعطت مجلة إمباير الفيلم تصنيف 4 من 5 نجوم ووصفته بأنه "عقل مُرضي، مع إيقاع مؤثر بشكل غير متوقع". قالت مجلة فارايتي أن الفيلم يجعل نوعًا من الإحساس على مستوى رائع خاص به. أشاد الصحفي نايجل فلويد التابع لمجلة تايم آوت بدور ميليسا جورج بقوله "أداء جدير بالثقة وذو مصداقية" والذي "دفع الجنون إلى واقع عاطفي متحرك". قارنه فيليب فرينش الناقد لصحيفة الغارديان بـ"شريط موبيوس" حيث يتساءل المشاهد "كيف سيحافظ سميث على سير الأمور" وأضاف أن المشاهد "سيترك صورته تهتز بشكل مناسب". وكتب بيتر برادشو الناقد في صحيفة "الغارديان"، أن "المثلث هو "فيلم مخيف وذكي ومثير للاهتمام"، ومدح سميث "لخلق بعض الرعشات الحقيقية".
مايك شيريدان من إنترتاينمينت كان أقل إعجابًا. على الرغم من أنه أشاد بتمثيل ميليسا جورج، كتب أن أدائها «لا يمكن أن يحمي حقيقة أن هذا الرعب لا يزال غير مخيف بشكل استثنائي، وسوف يجعلك تخدش رأسك أكثر من القفز من مقعدك»، وفي النهاية صنفه 2 من أصل 5 النجوم. وصفه سكوتسمان بأنه «صنع ببراعة، ومع ذلك لا يمكن أن تجعل فائدته الصغيرة تجتاح ما يكفي من نمطه».

## وصلات خارجية
- مقالات تستعمل روابط فنية بلا صلة مع ويكي بيانات